# Härryda (đô thị)
Đô thị Härryda (Härryda kommun) là một đô thị ở hạt Västra Götaland phía tây Thụy Điển. Thủ phủ là thị xã Mölnlycke, với hơn 15.000 dân. Đô thị này nằm dọc theo Quốc lộ 40, giữa hai thành phố lớn Göteborg và Borås. Với chiều dài gần 15 km từ phía bắc xuống nam và khoảng 30 km từ phía tây sang đông, diện tích tổng cộng của nó là 290 km2. Vùng rừng chiếm khoảng một nửa diện tích, còn hồ chiếm khoảng một phần mười hai.
Sân bay Göteborg-Landvetter, sân bay lớn thứ hai của Thụy Điển, nằm ở đô thị này.
Đô thị Harryda giáp các đô thị (theo chiều kim đồng hồ): Lerum, Bollebygd, Mark, Mölndal, Göteborg và Partille.
Đô thị hiện nay được lập năm 1971 thông qua việc hợp nhất các đô thị Björketorp, Landvetter và Råda.
Cho đến ngày 9 tháng 11 năm 2007, đây là đô thị duy nhất ở Thụy Điển không có huy hiệu mà chỉ dùng logo.

## Các trung tâm dân cư
- Hindås
- Härryda
- Hälingsjö
- Landvetter
- Mölnlycke (thủ phủ)
- Rävlanda